# Petricia imperialis
Petricia imperialis is een zeester uit de familie Asteropseidae.
De wetenschappelijke naam van de soort werd in 1897 gepubliceerd door Farquhar.